# Shinshokukokin-wakashū
Shinshokukokin Wakashū (jap.: 新続古今和歌集 auch: 新続古今集 Shinshoku kokinshū, dt. etwa Neue fortgesetzte Sammlung alter und moderner Gedichte) ist eine Waka-Anthologie, die vom Tennō Go-Hanazono (1419–1470) in Auftrag gegeben und ca. 1439 fertiggestellt wurde. Der Kompilator der Anthologie war Asukai Masayo (1254–1332). Die Anthologie umfasst 20 Rollen mit insgesamt 2.144 Waka. Das Vorwort zur Anthologie schrieb Ichijō Kanera. Diese Waka-Anthologie ist die letzte auf kaiserlichen Befehl hin erstellte.